# Карье (Лакония)
Карье́ (греч. Καρυαί), также Карье́с (Καρυές) — деревня в Греции, на Пелопоннесе, на западном склоне гор Парнон. Административно относится к общине Спарта в периферии Пелопоннес. Площадь 64,043 км². Население 352 человек по переписи 2021 года.

## История
Деревня получила название от Карий (др.-греч. Καρύαι, лат. Caryae) — древнего важного города Лаконии, первоначально принадлежащего Аркадии (Тегеатиде), на пути из Лакедемона в Тегею. Город отложился в ходе Беотийской войны после битвы при Левктрах (371 до н. э.) от лакедемонян. Фиванцы вторглись в 369 году до н. э. в Лаконию через Карии. Царь Спарты Архидам III захватил город и перебил жителей.
В городе находился знаменитый храм Артемиды и Нимф со статуей Артемиды Кариатидской (др.-греч. Καρυᾶτις, лат. Caryatis). Здесь спартанские девицы ежегодно исполняли особенные танцы. Этот вид пляски назывался «кариатидой». Термин «кариатида» перешёл в архитектуру. По сообщению Павсания во время Второй Мессенской войны Аристомен захватил танцовщиц из Карий, держал их в плену в Мессении и освободил из за выкуп.
До 1930 года деревня называлась Ара́хова (греч. Αράχωβα). Этот топоним праславянского происхождения (ст.‑слав. Орѣхово, болг. Оряхово) и образован от праславянского «орех».

## Население
| Год  | Население, человек |
| ---- | ------------------ |
| 1991 | 519                |
| 2001 | 626                |
| 2011 | 729                |
| 2021 | ↘ 352              |